# Igelsdorf (Baiersdorf)

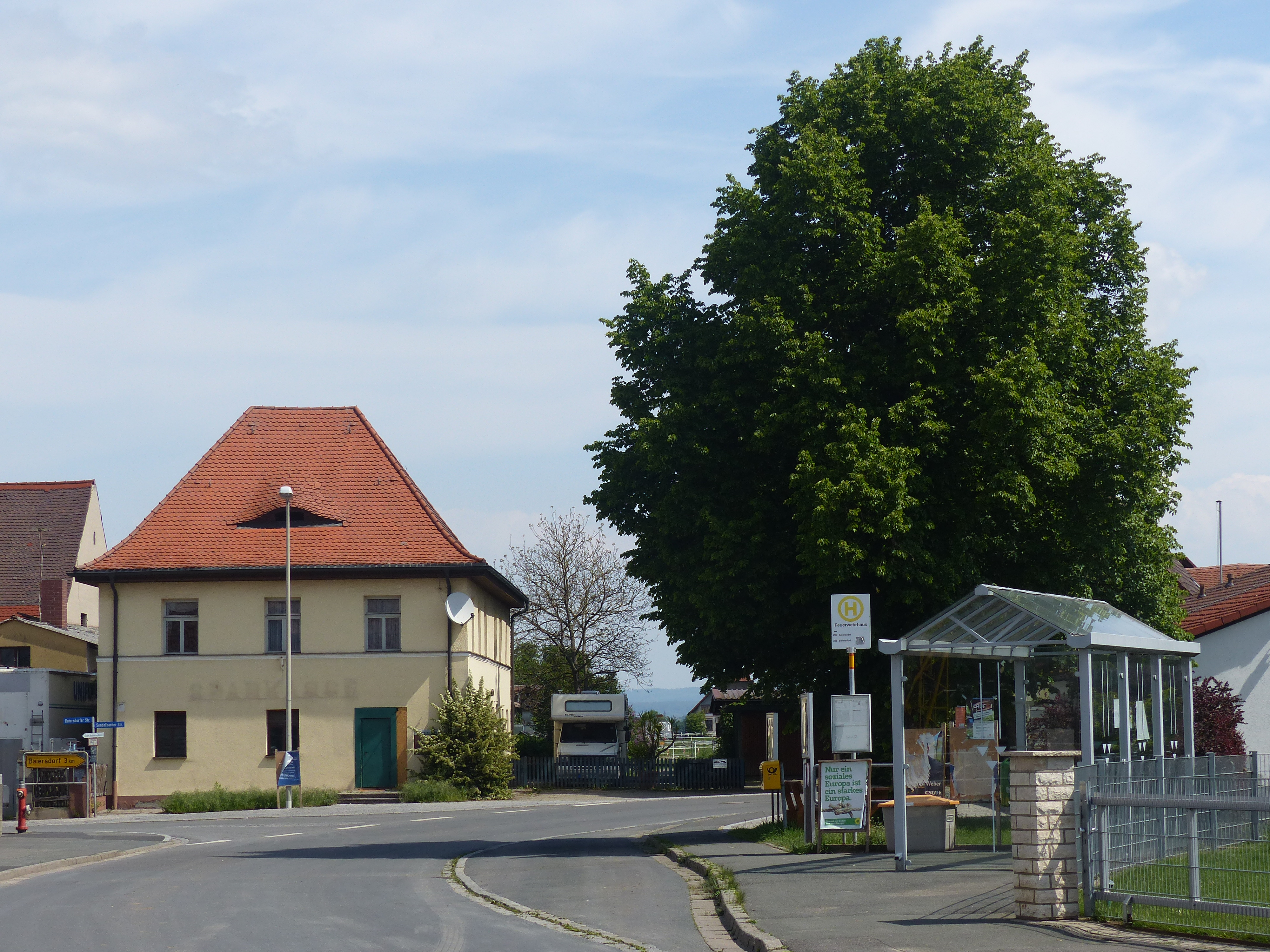
Ortsmitte

Igelsdorf ist ein Gemeindeteil der Stadt Baiersdorf im Landkreis Erlangen-Höchstadt (Mittelfranken, Bayern). Igelsdorf liegt in der Gemarkung Baiersdorf.

## Geografie
Durch das Dorf fließt der Schlangenbach, ein rechter Zufluss der Regnitz. Im Südwesten liegt der Neuweiher. Ansonsten ist der Ort unmittelbar von Acker- und Grünland umgeben. Etwas weiter südlich befindet sich das Eichholz. Im Westen erhebt sich der Bühlberg (287 m ü. NHN).
Die Kreisstraße ERH 30/FO 12 verläuft nach Bräuningshof (1,5 km südlich). Die Kreisstraße ERH 29/FO 15 verläuft nach Langensendelbach zur Staatsstraße 2242 (2 km südöstlich) bzw. zur Kreisstraße ERH 5 (0,8 km nördlich) zwischen Baiersdorf im Westen und Hagenau im Osten. Eine Gemeindeverbindungsstraße verläuft nach Bubenreuth zur Kreisstraße ERH 24 (2,7 km südwestlich).

## Geschichte
Igelsdorf wurde von den Herren von Gründlach in der Zeit um 1050 bis 1100 gegründet. Der Ort bestand schon ursprünglich aus mehreren Höfen. Ziemlich bald darauf gelangte der Ort an das Hochstift Bamberg. 1555 gab es im Ort 9 Anwesen. Etwa 100 Jahre später waren es 13 Anwesen.
Gegen Ende des 18. Jahrhunderts gab es in Igelsdorf 30 Anwesen. Das Hochgericht übte das bambergische Centamt Neunkirchen aus. Die Dorf- und Gemeindeherrschaft hatte das Vogteiamt Neunkirchen. Das Kastenamt Neunkirchen war alleiniger Grundherr über alle Anwesen (1 Dreiviertelhube, 1 Halbhube, 7 Viertelhuben, 8 Achtelhuben, 1 Gut, 12 Häuser).
Im Rahmen des Gemeindeedikts wurde Igelsdorf dem 1808 gebildeten Steuerdistrikt und der Ruralgemeinde Langensendelbach zugeordnet.
Am 1. Mai 1978 wurde Igelsdorf im Zuge der Gebietsreform in die Stadt Baiersdorf eingegliedert.

### Baudenkmäler
- Baiersdorfer Straße 3: Barockes Torpfeilerpaar
- Baiersdorfer Straße 5: Bauernanwesen
- Jagdgrenzsteine
- Steinkreuz

### Einwohnerentwicklung
| Jahr      | 001819 | 001827 | 001861 | 001871 | 001885 | 001900 | 001925 | 001950 | 001961 | 001970 | 001987 |
| Einwohner | 178    | 140    | 251    | 251    | 260    | 238    | 239    | 334    | 332    | 621    | 797    |
| Häuser    |        |        |        |        | 44     | 48     | 49     | 54     | 66     |        | 204    |
| Quelle    | [ 9 ]  | [ 10 ] | [ 11 ] | [ 12 ] | [ 13 ] | [ 14 ] | [ 15 ] | [ 16 ] | [ 17 ] | [ 18 ] | [ 1 ]  |

## Religion
Ursprünglich war Igelsdorf nach St. Michael (Neunkirchen am Brand) gepfarrt. Seit der Reformation ist der Ort gemischt konfessionell. Die Katholiken sind nach St. Peter und Paul (Langensendelbach) gepfarrt, die Lutheraner nach St. Nikolaus (Baiersdorf).